# Calocalanus styliremis
Calocalanus styliremis is een eenoogkreeftjessoort uit de familie van de Paracalanidae. De wetenschappelijke naam van de soort is voor het eerst geldig gepubliceerd in 1888 door Giesbrecht.